# 서부민발톱도마뱀붙이
서부민발톱도마뱀붙이(Crenadactylus occidentalis), 일명 웨스턴 클로리스 게코(western clawless gecko)는 호주 서부 해안에 고유한 도마뱀붙이류의 일종이다.

## 분류
Crenadactylus occidentalis 서부민발톱은 2016년에 이전에는 단지 단형속의 아종으로 인지된, 크게 저평가된 종분화에 대한 증거를 모아서, 희귀하고 잘 알려지지 않은 민발톱도마뱀붙이속에 대해 분류학적 개정 작업이 이루어지면서 처음으로 기술되었다. 서부민발톱은 2,000-3,000만 년 전쯤의 개체군의 분기를 시사하는 염색체의 구분을 보고한 분자 수준의 연구로부터 밝혀진 네 신종 중 하나였다. 모식표본은 브래드 마르얀(Brad Maryan), 로버트 브라운-쿠퍼(Robert Browne-Cooper)가 1992년 4월에 더크하토그섬(:en:Dirk Hartog Island)에서 채집하였다.
남서부민발톱도마뱀붙이는 사우스웨스트오스트레일리아(:en:Southwest Australia (ecoregion))에서 더 널리 분포하며, 마찬가지로 웨스턴 클로리스 게코라고 불린다. 2016년에 분류학적 개정이 있기 전에는 서로 동떨어진 위치에 있는 아종 C. ocellatus ocellatus (남서부민가락도마뱀붙이), C. ocellatus horni (중부고지대민가락도마뱀붙이) 로 여겨졌었다.

## 형태
민발톱도마뱀붙이속의 종들은 생김새에서는 미묘한 세부적인 차이점만이 있을 뿐이지만, 유전적으로는 2,000-3,000만 년 전에 분리되었다. 서부민발톱은 머리는 상대적으로 크고 덩치는 중간 정도이며, 주둥이-항문 길이는 3,26cm으로 기록되었다. 몸은 황갈색, 연갈색을 띈다. 만빌톱도마뱀붙이류에게서 흔한 줄무늬가 뚜렷하며, 때때로 몇몇 노란색, 백색 비늘이 이루는 점박이무늬가 섞여 깨진다.

## 분포와 서식지
서부민발톱이 발견된 장소의 고도는 해발고도 100m 이내이다. 분포 범위는 웨스턴오스트레일리아주의 카나본(:en:Carnarvon, Western Australia)에서 남쪽으로 노스웨스트곶(Northwest Cape)을 넘어 야디크리크(:en:Yardie Creek)에 이르는 해안 지역과 그 근방에 국한된다. 분포범위는 카나본 근처와 도레섬(:en:Dorre Island), 버니어섬(:en:Bernier Island)이 있는 샤크만(:en:Shark Bay)의 연안지대를 포함한다. 서식지에는 스피니펙스 컨트리(spinifex country), 저지대 해안가 덤불지대의 풀허먹(en:hummock)이며, banksia, acacia 종 따위가 무성하다. 서부민발톱은 시골 지역에 최근 생겨난 인간 거주지의 쓰레기 더미에서도 자리를 잡아왔다.

## 보전 상태
IUCN은 이 종을 관심필요로 분류했으며, 이 종을 해안선의 광범위한 영역에 분포하며, 하나 이상의 보호구역 안에도 서식한다고 적었다. 이 종은 보존 평가를 받을만하다고 여겨지지만, 특별히 보전 계획이 세워지지도 않았고, 개체수에 위협적인 요소가 밝혀진 것도 없다. 서식지의 질과 넓이는 감소하고 있다고 여겨진다. 서부민발톱은 흔하지 않다고 여겨지지만, 특별히 연구도, 조사도 되지 않았으며 이전에 은밀종(hidden specie)의 위치에 있었기 때문에 개체수 분포에 대한 정보는 불확실하다.